# Mircea Lucescu
Mircea Lucescu (Bucarest, 29 luglio 1945) è un allenatore di calcio ed ex calciatore rumeno, di ruolo attaccante, attuale commissario tecnico della nazionale rumena.
Come giocatore il suo periodo più a lungo è stato alla Dinamo Bucarest tra il 1963 e il 1977, e come allenatore ha diretto, tra gli altri, la nazionale rumena, nonché le squadre Corvinul Hunedoara, Dinamo Bucarest, Brescia, Reggiana, Rapid Bucarest, Inter, Galatasaray, Beşiktaş Istanbul, Shakhtar Donetsk, Zenit San Pietroburgo e Dinamo Kiev, e tra il 2017 e il 2019 la nazionale turca. Nel 2015, Lucescu è diventato il quinto uomo ad allenare 100 partite di UEFA Champions League, dopo Alex Ferguson, Carlo Ancelotti, Arsène Wenger e José Mourinho.
Vanta 8 titoli da calciatore e 37 da allenatore (di cui 3 internazionali), che lo collocano al terzo posto nella lista dei tecnici più titolati della storia del calcio dopo Josep Guardiola (40) e Alex Ferguson (49).

## Biografia
Lucescu ha imparato sei lingue straniere sin dalla sua giovinezza: inglese, portoghese, spagnolo, italiano, francese e russo. Durante il periodo in cui allenava in Romania, portava spesso i suoi giocatori a teatro e li spronava a leggere libri e seguire corsi universitari.
Anche suo figlio, Răzvan Lucescu, era un calciatore e oggi allenatore, attualmente alla guida del PAOK Salonicco in Grecia.
Il 15 luglio 2009, Lucescu ha avuto un infarto, subendo un intervento d'urgenza al cuore in un ospedale di Donetsk.
Il 6 gennaio 2012 è stato coinvolto in un incidente stradale con un tram, a Bucarest, rimanendo ferito.

## Carriera

### Giocatore
Attaccante, ha giocato nella Dinamo Bucarest dal 1963 al 1965 (tre presenze, zero reti) e dal 1967 al 1977 (247 partite, 57 gol). Ha chiuso la carriera da professionista nella Corvinul Hunedoara. Inoltre ha anche giocato 74 incontri con la Nazionale rumena, realizzando nove centri e disputando, da capitano, il mondiale del 1970.

### Allenatore

#### Gli inizi
Allenatore dal 1979, guida per un anno il Corvinul Hunedoara (squadra con la quale chiuderà la carriera agonistica nel 1982, essendo impiegato per qualche tempo nella veste di giocatore-allenatore) per poi dirigere la nazionale rumena dal 1981 al 1986. Durante questo periodo la Romania raggiunge per la prima volta nella sua storia la fase finale del campionato europeo di calcio (Francia 1984) eliminando, nel girone di qualificazione,  i campioni del mondo in carica dell'Italia. Successivamente gli viene offerta la panchina della Dinamo Bucarest, che occupa fino al 1990, vincendo la coppa nazionale nel 1986 e ottenendo il double campionato-coppa nel 1990.

#### Pisa, Brescia e Reggiana

Lucescu alla guida del Brescia nel 1992.

Nel 1990 approda in Italia come direttore tecnico del Pisa, in Serie A. Il 10 marzo 1991, dopo la sconfitta con il Cagliari, viene sollevato dall'incarico.
Dalla stagione successiva è direttore tecnico del Brescia, in Serie B. Al primo anno con le Rondinelle si piazza al primo posto in campionato, ottenendo la promozione in Serie A, e in Coppa Italia viene eliminato al secondo turno dal Milan. Nel 1992-1993 conduce i lombardi al quindicesimo posto in campionato, ma non evita la retrocessione in Serie B perché perde lo spareggio con l'Udinese. Ricondotte le Rondinelle alla promozione in Serie A grazie al terzo posto nel campionato cadetto 1993-1994, il tecnico rimane in sella per le successive 20 giornate del campionato di Serie A 1994-1995, fino dell'esonero avvenuto nel febbraio 1995, con la squadra all'ultimo posto della graduatoria. Il rumeno viene richiamato in panchina in vista della stagione di Serie B 1995-1996, in cui, malgrado un buon inizio, la squadra entra in una spirale negativa alla quattordicesima giornata, tanto che, dopo il ventiquattresimo turno, Lucescu è sollevato dall'incarico.
Nel campionato di Serie A 1996-1997 siede sulla panchina della Reggiana, ma il 24 novembre 1996 è esonerato dopo dieci giornate, con la squadra ultima in classifica a 4 punti (4 pareggi e 6 sconfitte).

#### Rapid Bucarest e Inter
Tornato in patria, nell'estate del 1997 è ingaggiato dal Rapid Bucarest, con cui vince la Coppa di Romania battendo in finale l'U Craiova e ottiene il secondo posto in campionato.
Dal dicembre 1998 allena l'Inter con scarsi risultati: pur avendo superato la fase a gironi di UEFA Champions League, esce ai quarti di finale contro il Manchester Utd e conclude la propria esperienza in nerazzurro con le dimissioni a seguito della sconfitta per 4-0 in campionato con la Sampdoria del 21 marzo 1999.
Rientrato in Romania, conduce per il finale di stagione il Rapid Bucarest alla vittoria in campionato senza perdere alcun incontro: è il secondo titolo nazionale per il club dopo quello del 1966-1967. Alla fine della stagione vince anche la supercoppa nazionale.

#### Galatasaray e Beşiktaş
Passato nel 2000 sulla panchina del Galatasaray per sostituire Fatih Terim, al suo primo impegno ufficiale con il club turco vince la Supercoppa europea contro il Real Madrid al golden goal grazie a una doppietta di Mario Jardel. Nel 2000-2001 ottiene il secondo posto in campionato dopo un testa a testa con il Fenerbahçe, che elimina il Galatasaray alle semifinali di Coppa di Turchia ai tiri di rigore, mentre in ambito europeo la squadra di Lucescu si ferma ai quarti di finale di UEFA Champions League. Alla sua seconda annata a Istanbul il tecnico rumeno vince il campionato turco e soccombe nel difficile girone di UEFA Champions League dopo cinque pareggi e una sconfitta in sei partite.
Trasferitosi al Beşiktaş nel 2002, alla dodicesima giornata del campionato 2002-2003 porta la squadra in vetta alla classifica e poi alla vittoria del titolo turco, oltre a raggiungere i quarti di finale di Coppa UEFA, migliore prestazione internazionale nella storia del club fino a quel momento. Nel 2003-2004 sembra concretizzarsi un'altra vittoria del campionato (la squadra si laurea campione d'inverno con 8 punti di margine sulla seconda in graduatoria), ma un calo nel girone di ritorno non consente al Beşiktaş di andare oltre il terzo posto. Nella stessa stagione la compagine di Istanbul esce nella fase a gironi di UEFA Champions League e retrocede in Coppa UEFA, dove viene eliminata ai sedicesimi di finale.

#### Šachtar
Dal 2004 al 2016 Lucescu guida lo Šachtar, squadra ucraina. Decide di basare la propria formazione sul talento dei calciatori offensivi brasiliani e con il club vince 21 trofei nazionali (8 campionati ucraini, 6 coppe nazionali e 7 supercoppe nazionali), contrastando lo storico dominio della Dinamo Kiev nel calcio ucraino. Alla guida dello Šachtar Donec'k si aggiudica anche la Coppa UEFA 2008-2009 nella finale di Istanbul del 20 maggio 2009 contro il Werder Brema (2-1 dopo i tempi supplementari).

#### Zenit San Pietroburgo e Turchia
Il 21 maggio 2016 lascia lo Šachtar Donetsk dopo dodici anni, e tre giorni dopo firma un contratto biennale con i russi dello Zenit San Pietroburgo. La sua prima annata sulla panchina della formazione russa è caratterizzata dalla vittoria della Supercoppa di Russia, ottenuta contro il CSKA Mosca a inizio stagione, e il terzo posto in campionato con conseguente qualificazione all'Europa League. Il 28 maggio 2017 la società russa decide di risolvere il contratto con il tecnico romeno.
Il 2 agosto 2017 diviene ufficialmente il commissario tecnico della nazionale turca. Dopo 17 partite, nel febbraio 2019 risolve il proprio contratto consensualmente con la federazione calcistica turca.

#### Dinamo Kiev e Nazionale Romena
Il 23 luglio 2020 diventa il nuovo allenatore della Dinamo Kiev, ma si dimette dall'incarico appena quattro giorni dopo, avendo constatato l'ostilità dei tifosi del club per via dei suoi trascorsi nello Šachtar. Tuttavia, grazie all'intervento del presidente Ihor Surkis, Lucescu torna sulla propria decisione e mantiene l'incarico come allenatore del club della capitale ucraina. Guida la squadra alla vittoria della Supercoppa d'Ucraina nel 2020. In occasione di Dinamo-Juventus, gara di UEFA Champions League, del 21 ottobre 2020 diventa, all'età di 75 anni, 2 mesi e 21 giorni, l'allenatore più anziano della competizione, battendo il precedente primato di Jupp Heynckes.
Il 28 luglio 2022 dopo la partita di ritorno del secondo turno di qualificazione di Champions League vinta 1-2 ad Istanbul contro il Fenerbahçe, si rifiuta di partecipare alla conferenza stampa per protestare contro i tifosi di casa, che hanno inneggiato a Vladimir Putin con dei cori provocatori.
In seguito alla sconfitta in campionato per 1-0 contro lo Šachtar, il 4 novembre 2023 annuncia le dimissioni da allenatore della squadra ucraina, annunciando il ritiro dal mondo del calcio anche come allenatore.
Il 6 agosto 2024, a seguito delle dimissioni di Iordanescu, torna sui propri passi venendo ingaggiato come CT della nazionale romena.

## Statistiche

### Giocatore

#### Cronologia presenze e reti in nazionale
| Cronologia completa delle presenze e delle reti in nazionale ― Romania | Cronologia completa delle presenze e delle reti in nazionale ― Romania | Cronologia completa delle presenze e delle reti in nazionale ― Romania | Cronologia completa delle presenze e delle reti in nazionale ― Romania | Cronologia completa delle presenze e delle reti in nazionale ― Romania | Cronologia completa delle presenze e delle reti in nazionale ― Romania | Cronologia completa delle presenze e delle reti in nazionale ― Romania | Cronologia completa delle presenze e delle reti in nazionale ― Romania |
| Data                                                                   | Città                                                                  | In casa                                                                | Risultato                                                              | Ospiti                                                                 | Competizione                                                           | Reti                                                                   | Note                                                                   |
| ---------------------------------------------------------------------- | ---------------------------------------------------------------------- | ---------------------------------------------------------------------- | ---------------------------------------------------------------------- | ---------------------------------------------------------------------- | ---------------------------------------------------------------------- | ---------------------------------------------------------------------- | ---------------------------------------------------------------------- |
| 2-11-1966                                                              | Bucarest                                                               | Romania                                                                | 4 – 2                                                                  | Svizzera                                                               | Qual. Euro 1968                                                        | -                                                                      |                                                                        |
| 17-11-1966                                                             | Ploiești                                                               | Romania                                                                | 1 – 0                                                                  | Polonia                                                                | Amichevole                                                             | -                                                                      |                                                                        |
| 26-11-1966                                                             | Napoli                                                                 | Italia                                                                 | 3 – 1                                                                  | Romania                                                                | Qual. Euro 1968                                                        | -                                                                      |                                                                        |
| 3-12-1966                                                              | Napoli                                                                 | Cipro                                                                  | 1 – 5                                                                  | Romania                                                                | Qual. Euro 1968                                                        | 1                                                                      |                                                                        |
| 7-12-1966                                                              | Tel Aviv                                                               | Israele                                                                | 1 – 2                                                                  | Romania                                                                | Amichevole                                                             | -                                                                      | 62’                                                                    |
| 8-3-1967                                                               | Atene                                                                  | Grecia                                                                 | 1 – 2                                                                  | Romania                                                                | Amichevole                                                             | -                                                                      | 70’                                                                    |
| 22-3-1967                                                              | Parigi                                                                 | Francia                                                                | 1 – 2                                                                  | Romania                                                                | Amichevole                                                             | -                                                                      |                                                                        |
| 23-4-1967                                                              | Bucarest                                                               | Romania                                                                | 7 – 0                                                                  | Cipro                                                                  | Qual. Euro 1968                                                        | 1                                                                      |                                                                        |
| 24-5-1967                                                              | Zurigo                                                                 | Svizzera                                                               | 7 – 1                                                                  | Romania                                                                | Qual. Euro 1968                                                        | -                                                                      |                                                                        |
| 25-6-1967                                                              | Bucarest                                                               | Romania                                                                | 0 – 1                                                                  | Italia                                                                 | Qual. Euro 1968                                                        | -                                                                      |                                                                        |
| 24-12-1967                                                             | Kinshasa                                                               | Rep. del Congo                                                         | 1 – 1                                                                  | Romania                                                                | Amichevole                                                             | -                                                                      | 70’                                                                    |
| 27-10-1968                                                             | Lisbona                                                                | Portogallo                                                             | 3 – 0                                                                  | Romania                                                                | Qual. Mondiali 1970                                                    | -                                                                      |                                                                        |
| 6-11-1968                                                              | Bucarest                                                               | Romania                                                                | 0 – 0                                                                  | Inghilterra                                                            | Amichevole                                                             | -                                                                      |                                                                        |
| 23-11-1968                                                             | Bucarest                                                               | Romania                                                                | 2 – 0                                                                  | Svizzera                                                               | Qual. Mondiali 1970                                                    | -                                                                      | 46’                                                                    |
| 15-1-1969                                                              | Londra                                                                 | Inghilterra                                                            | 1 – 1                                                                  | Romania                                                                | Amichevole                                                             | -                                                                      | cap.                                                                   |
| 16-4-1969                                                              | Atene                                                                  | Grecia                                                                 | 1 – 2                                                                  | Romania                                                                | Qual. Mondiali 1970                                                    | -                                                                      |                                                                        |
| 30-4-1969                                                              | Parigi                                                                 | Francia                                                                | 1 – 0                                                                  | Romania                                                                | Amichevole                                                             | -                                                                      |                                                                        |
| 14-5-1969                                                              | Losanna                                                                | Svizzera                                                               | 0 – 1                                                                  | Romania                                                                | Qual. Mondiali 1970                                                    | -                                                                      |                                                                        |
| 12-10-1969                                                             | Bucarest                                                               | Romania                                                                | 1 – 0                                                                  | Portogallo                                                             | Qual. Mondiali 1970                                                    | -                                                                      | cap.                                                                   |
| 16-11-1969                                                             | Bucarest                                                               | Romania                                                                | 1 – 1                                                                  | Grecia                                                                 | Qual. Mondiali 1970                                                    | -                                                                      | cap.                                                                   |
| 9-2-1970                                                               | Lima                                                                   | Perù                                                                   | 1 – 1                                                                  | Romania                                                                | Amichevole                                                             | 1                                                                      | 81’                                                                    |
| 8-4-1970                                                               | Stoccarda                                                              | Germania Ovest                                                         | 1 – 1                                                                  | Romania                                                                | Amichevole                                                             | -                                                                      | cap. 77’                                                               |
| 28-4-1970                                                              | Reims                                                                  | Francia                                                                | 1 – 1                                                                  | Romania                                                                | Amichevole                                                             | -                                                                      | cap.                                                                   |
| 6-5-1970                                                               | Bucarest                                                               | Romania                                                                | 0 – 0                                                                  | Jugoslavia                                                             | Amichevole                                                             | -                                                                      | cap.                                                                   |
| 2-6-1970                                                               | Guadalajara                                                            | Inghilterra                                                            | 1 – 0                                                                  | Romania                                                                | Mondiali 1970 - 1º turno                                               | -                                                                      | cap.                                                                   |
| 6-6-1970                                                               | Guadalajara                                                            | Romania                                                                | 1 – 2                                                                  | Cecoslovacchia                                                         | Mondiali 1970 - 1º turno                                               | -                                                                      | cap. 68’                                                               |
| 10-6-1970                                                              | Guadalajara                                                            | Romania                                                                | 2 – 3                                                                  | Brasile                                                                | Mondiali 1970 - 1º turno                                               | -                                                                      | cap.                                                                   |
| 21-4-1971                                                              | Novi Sad                                                               | Jugoslavia                                                             | 0 – 1                                                                  | Romania                                                                | Amichevole                                                             | -                                                                      |                                                                        |
| 16-5-1971                                                              | Bratislava                                                             | Cecoslovacchia                                                         | 1 – 0                                                                  | Romania                                                                | Qual. Euro 1972                                                        | -                                                                      |                                                                        |
| 22-9-1971                                                              | Helsinki                                                               | Finlandia                                                              | 0 – 4                                                                  | Romania                                                                | Qual. Euro 1972                                                        | 1                                                                      | cap.                                                                   |
| 14-11-1971                                                             | Bucarest                                                               | Romania                                                                | 2 – 1                                                                  | Cecoslovacchia                                                         | Qual. Euro 1972                                                        | -                                                                      | cap.                                                                   |
| 24-11-1971                                                             | Cardiff                                                                | Romania                                                                | 2 – 0                                                                  | Galles                                                                 | Qual. Euro 1972                                                        | 1                                                                      | cap.                                                                   |
| 8-4-1972                                                               | Bucarest                                                               | Romania                                                                | 2 – 0                                                                  | Francia                                                                | Amichevole                                                             | -                                                                      | cap.                                                                   |
| 29-4-1972                                                              | Budapest                                                               | Ungheria                                                               | 1 – 1                                                                  | Romania                                                                | Qual. Euro 1972                                                        | -                                                                      | cap.                                                                   |
| 14-5-1972                                                              | Budapest                                                               | Romania                                                                | 2 – 2                                                                  | Ungheria                                                               | Qual. Euro 1972                                                        | -                                                                      | 74’                                                                    |
| 17-5-1972                                                              | Belgrado                                                               | Ungheria                                                               | 2 – 1                                                                  | Romania                                                                | Qual. Euro 1972                                                        | -                                                                      |                                                                        |
| 17-6-1972                                                              | Bucarest                                                               | Romania                                                                | 3 – 3                                                                  | Italia                                                                 | Amichevole                                                             | -                                                                      | cap.                                                                   |
| 3-9-1972                                                               | Craiova                                                                | Romania                                                                | 1 – 1                                                                  | Austria                                                                | Amichevole                                                             | -                                                                      | cap.                                                                   |
| 20-9-1972                                                              | Helsinki                                                               | Finlandia                                                              | 1 – 1                                                                  | Romania                                                                | Qual. Mondiali 1974                                                    | -                                                                      | cap.                                                                   |
| 29-10-1972                                                             | Bucarest                                                               | Romania                                                                | 2 – 0                                                                  | Albania                                                                | Qual. Mondiali 1974                                                    | -                                                                      | cap.                                                                   |
| 18-4-1973                                                              | Kiev                                                                   | Unione Sovietica                                                       | 2 – 0                                                                  | Romania                                                                | Amichevole                                                             | -                                                                      | cap. 60’                                                               |
| 17-4-1974                                                              | San Paolo                                                              | Brasile                                                                | 2 – 0                                                                  | Romania                                                                | Amichevole                                                             | -                                                                      |                                                                        |
| 22-4-1974                                                              | Buenos Aires                                                           | Argentina                                                              | 2 – 1                                                                  | Romania                                                                | Amichevole                                                             | -                                                                      |                                                                        |
| 29-5-1974                                                              | Bucarest                                                               | Romania                                                                | 1 – 1                                                                  | Grecia                                                                 | Coppa dei Balcani 1973-1976 - Semifinale                               | 1                                                                      |                                                                        |
| 5-6-1974                                                               | Rotterdam                                                              | Paesi Bassi                                                            | 0 – 0                                                                  | Romania                                                                | Amichevole                                                             | -                                                                      |                                                                        |
| 23-7-1974                                                              | Costanza                                                               | Romania                                                                | 4 – 1                                                                  | Giappone                                                               | Amichevole                                                             | -                                                                      |                                                                        |
| 13-10-1974                                                             | Copenaghen                                                             | Danimarca                                                              | 0 – 0                                                                  | Romania                                                                | Qual. Euro 1976                                                        | -                                                                      | 80’                                                                    |
| 4-12-1974                                                              | Tel Aviv                                                               | Israele                                                                | 0 – 1                                                                  | Romania                                                                | Amichevole                                                             | -                                                                      | 46’                                                                    |
| 19-3-1975                                                              | Istanbul                                                               | Turchia                                                                | 1 – 1                                                                  | Romania                                                                | Amichevole                                                             | 1                                                                      |                                                                        |
| 31-3-1975                                                              | Praga                                                                  | Cecoslovacchia                                                         | 1 – 1                                                                  | Romania                                                                | Amichevole                                                             | -                                                                      | 74’                                                                    |
| 17-4-1975                                                              | Madrid                                                                 | Spagna                                                                 | 1 – 1                                                                  | Romania                                                                | Qual. Euro 1976                                                        | -                                                                      | cap.                                                                   |
| 11-5-1975                                                              | Bucarest                                                               | Romania                                                                | 6 – 1                                                                  | Danimarca                                                              | Qual. Euro 1976                                                        | 1                                                                      |                                                                        |
| 1-6-1975                                                               | Bucarest                                                               | Romania                                                                | 1 – 1                                                                  | Scozia                                                                 | Qual. Euro 1976                                                        | -                                                                      |                                                                        |
| 24-9-1975                                                              | Salonicco                                                              | Grecia                                                                 | 1 – 1                                                                  | Romania                                                                | Coppa dei Balcani 1973-1976 - Semifinale                               | -                                                                      |                                                                        |
| 16-11-1975                                                             | Bucarest                                                               | Romania                                                                | 2 – 2                                                                  | Spagna                                                                 | Qual. Euro 1976                                                        | -                                                                      |                                                                        |
| 29-11-1975                                                             | Bucarest                                                               | Romania                                                                | 2 – 2                                                                  | Unione Sovietica                                                       | Amichevole                                                             | -                                                                      | 74’                                                                    |
| 17-12-1975                                                             | Glasgow                                                                | Scozia                                                                 | 1 – 1                                                                  | Romania                                                                | Qual. Euro 1976                                                        | -                                                                      | 60’                                                                    |
| 5-6-1976                                                               | Milano                                                                 | Italia                                                                 | 4 – 2                                                                  | Romania                                                                | Amichevole                                                             | 1                                                                      |                                                                        |
| 2-7-1976                                                               | Teheran                                                                | Iran                                                                   | 2 – 2                                                                  | Romania                                                                | Amichevole                                                             | -                                                                      | 75’                                                                    |
| 28-11-1976                                                             | Bucarest                                                               | Romania                                                                | 3 – 2                                                                  | Bulgaria                                                               | Coppa dei Balcani 1973-1976 - Finale                                   | -                                                                      | cap. 67’                                                               |
| 27-4-1977                                                              | Bucarest                                                               | Romania                                                                | 1 – 1                                                                  | Germania Est                                                           | Amichevole                                                             | -                                                                      |                                                                        |
| 5-4-1978                                                               | Buenos Aires                                                           | Argentina                                                              | 2 – 0                                                                  | Romania                                                                | Amichevole                                                             | -                                                                      | cap. 46’                                                               |
| 21-3-1979                                                              | Bucarest                                                               | Romania                                                                | 3 – 0                                                                  | Grecia                                                                 | Amichevole                                                             | -                                                                      |                                                                        |
| 4-4-1979                                                               | Craiova                                                                | Romania                                                                | 2 – 2                                                                  | Spagna                                                                 | Qual. Euro 1980                                                        | -                                                                      | 51’                                                                    |
| Totale                                                                 |                                                                        | Presenze                                                               | 64                                                                     |                                                                        | Reti                                                                   | 9                                                                      |                                                                        |

### Allenatore

#### Club
Statistiche aggiornate al 4 novembre 2023. In grassetto le competizioni vinte.
| Stagione               | Squadra                | Campionato             | Campionato | Campionato | Campionato | Campionato | Coppe nazionali | Coppe nazionali | Coppe nazionali | Coppe nazionali | Coppe nazionali | Coppe continentali | Coppe continentali | Coppe continentali | Coppe continentali | Coppe continentali | Altre coppe | Altre coppe | Altre coppe | Altre coppe | Altre coppe | Totale | Totale | Totale | Totale | % Vittorie | Piazzamento  |
| Stagione               | Squadra                | Comp                   | G          | V          | N          | P          | Comp            | G               | V               | N               | P               | Comp               | G                  | V                  | N                  | P                  | Comp        | G           | V           | N           | P           | G      | V      | N      | P      | %          | Piazzamento  |
| ---------------------- | ---------------------- | ---------------------- | ---------- | ---------- | ---------- | ---------- | --------------- | --------------- | --------------- | --------------- | --------------- | ------------------ | ------------------ | ------------------ | ------------------ | ------------------ | ----------- | ----------- | ----------- | ----------- | ----------- | ------ | ------ | ------ | ------ | ---------- | ------------ |
| nov. 1985-1986         | Dinamo Bucarest        | DA                     | 20         | 13         | 3          | 4          | CR              | 5               | 4               | 1               | 0               | CU                 | 0                  | 0                  | 0                  | 0                  | -           | -           | -           | -           | -           | 25     | 17     | 4      | 4      | 68,00      | 4º           |
| 1986-1987              | Dinamo Bucarest        | DA                     | 34         | 17         | 10         | 7          | CR              | 5               | 4               | 0               | 1               | CdC                | 2                  | 0                  | 0                  | 2                  | -           | -           | -           | -           | -           | 41     | 21     | 10     | 10     | 51,22      | 2º           |
| 1987-1988              | Dinamo Bucarest        | DA                     | 34         | 30         | 3          | 1          | CR              | 5               | 4               | 0               | 1               | CdC                | 2                  | 0                  | 0                  | 2                  | -           | -           | -           | -           | -           | 41     | 34     | 3      | 4      | 82,93      | 2º           |
| 1988-1989              | Dinamo Bucarest        | DA                     | 34         | 30         | 2          | 2          | CR              | 5               | 4               | 0               | 1               | CdC                | 6                  | 3                  | 3                  | 0                  | -           | -           | -           | -           | -           | 45     | 37     | 5      | 3      | 82,22      | 2º           |
| 1989-1990              | Dinamo Bucarest        | DA                     | 34         | 26         | 5          | 3          | CR              | 4               | 3               | 1               | 0               | CdC                | 8                  | 5                  | 0                  | 3                  | -           | -           | -           | -           | -           | 46     | 34     | 6      | 6      | 73,91      | 1º           |
| Totale Dinamo Bucarest | Totale Dinamo Bucarest | Totale Dinamo Bucarest | 156        | 116        | 23         | 17         |                 | 24              | 19              | 2               | 3               |                    | 18                 | 8                  | 3                  | 7                  |             | -           | -           | -           | -           | 198    | 143    | 28     | 27     | 72,22      |              |
| 1990- mar. 1991        | Pisa                   | A                      | 24         | 6          | 5          | 13         | CI              | 4               | 2               | 0               | 2               | -                  | -                  | -                  | -                  | -                  | -           | -           | -           | -           | -           | 28     | 8      | 5      | 15     | 28,57      | Eson.        |
| 1991-1992              | Brescia                | B                      | 38         | 14         | 21         | 3          | CI              | 4               | 1               | 0               | 3               | -                  | -                  | -                  | -                  | -                  | -           | -           | -           | -           | -           | 42     | 15     | 21     | 6      | 35,71      | 1º (prom.)   |
| 1992-1993              | Brescia                | A                      | 34         | 9          | 12         | 13         | CI              | 2               | 0               | 1               | 1               | -                  | -                  | -                  | -                  | -                  | -           | -           | -           | -           | -           | 36     | 9      | 13     | 14     | 25,00      | 15º (retr.)  |
| 1993-1994              | Brescia                | B                      | 38         | 15         | 14         | 9          | CI              | 5               | 2               | 2               | 1               | CAI                | 7                  | 5                  | 1                  | 1                  | -           | -           | -           | -           | -           | 50     | 22     | 17     | 11     | 44,00      | 3º (prom.)   |
| 1994-1995              | Brescia                | A                      | 21         | 2          | 6          | 13         | CI              | 2               | 0               | 0               | 2               | -                  | -                  | -                  | -                  | -                  | -           | -           | -           | -           | -           | 23     | 2      | 6      | 15     | &8,70      | 18º (retr.)  |
| 1995-feb. 1996         | Brescia                | B                      | 24         | 7          | 6          | 11         | CI              | 1               | 0               | 0               | 1               | -                  | -                  | -                  | -                  | -                  | -           | -           | -           | -           | -           | 25     | 7      | 6      | 12     | 28,00      | Eson.        |
| Totale Brescia         | Totale Brescia         | Totale Brescia         | 155        | 47         | 59         | 49         |                 | 14              | 3               | 3               | 8               |                    | 7                  | 5                  | 1                  | 1                  |             | -           | -           | -           | -           | 176    | 55     | 63     | 58     | 31,25      |              |
| lug.-nov. 1996         | Reggiana               | A                      | 10         | 0          | 4          | 6          | CI              | 3               | 1               | 0               | 2               | -                  | -                  | -                  | -                  | -                  | -           | -           | -           | -           | -           | 13     | 1      | 4      | 8      | &7,69      | Eson.        |
| 1997-1998              | Rapid Bucarest         | DA                     | 34         | 24         | 6          | 4          | CR              | 5               | 5               | 0               | 0               | Int.               | 2                  | 0                  | 1                  | 1                  | -           | -           | -           | -           | -           | 41     | 29     | 7      | 5      | 70,73      | 2º           |
| lug.-dic. 1998         | Rapid Bucarest         | DA                     | 16         | 13         | 2          | 1          | CR              | 2               | 2               | 0               | 0               | CdC                | 4                  | 2                  | 1                  | 1                  | -           | -           | -           | -           | -           | 22     | 17     | 3      | 2      | 77,27      | Eson.        |
| dic. 1998-mar. 1999    | Inter                  | A                      | 15         | 5          | 4          | 6          | CI              | 4               | 1               | 0               | 3               | UCL                | 3                  | 1                  | 1                  | 1                  | -           | -           | -           | -           | -           | 22     | 7      | 5      | 10     | 31,82      | Sub., Dimis. |
| 1998-1999              | Rapid Bucarest         | DA                     | 12         | 11         | 1          | 0          | CR              | 3               | 1               | 0               | 2               | CdC                | 0                  | 0                  | 0                  | 0                  | -           | -           | -           | -           |             | 15     | 12     | 1      | 2      | 80,00      | Sub. 1º      |
| 1999-2000              | Rapid Bucarest         | DA                     | 34         | 22         | 6          | 6          | CR              | 5               | 3               | 1               | 1               | UCL                | 2                  | 0                  | 2                  | 0                  | SR          | 1           | 1           | 0           | 0           | 42     | 26     | 9      | 7      | 61,90      | 2º           |
| Totale Rapid Bucarest  | Totale Rapid Bucarest  | Totale Rapid Bucarest  | 96         | 70         | 15         | 11         |                 | 15              | 11              | 1               | 3               |                    | 8                  | 2                  | 3                  | 2                  |             | 1           | 1           | 0           | 0           | 120    | 84     | 19     | 15     | 70,00      |              |
| 2000-2001              | Galatasaray            | TL                     | 34         | 23         | 4          | 7          | TK              | 4               | 3               | 1               | 0               | UCL                | 16                 | 7                  | 4                  | 5                  | SU          | 1           | 1           | 0           | 0           | 55     | 34     | 9      | 12     | 61,82      | 2º           |
| 2001-2002              | Galatasaray            | TL                     | 34         | 24         | 6          | 4          | TK              | 1               | 0               | 1               | 0               | UCL                | 16                 | 6                  | 7                  | 3                  | -           | -           | -           | -           | -           | 51     | 30     | 14     | 7      | 58,82      | 1º           |
| Totale Galatasaray     | Totale Galatasaray     | Totale Galatasaray     | 68         | 47         | 10         | 11         |                 | 5               | 3               | 2               | 0               |                    | 32                 | 13                 | 11                 | 8                  |             | 1           | 1           | 0           | 0           | 106    | 64     | 23     | 19     | 60,38      |              |
| 2002-2003              | Beşiktaş               | TL                     | 34         | 26         | 7          | 1          | TK              | 3               | 2               | 0               | 1               | CU                 | 10                 | 5                  | 3                  | 2                  | -           | -           | -           | -           | -           | 47     | 33     | 10     | 4      | 70,21      | 1º           |
| 2003-2004              | Beşiktaş               | TL                     | 34         | 18         | 8          | 8          | TK              | 2               | 1               | 0               | 1               | UCL+CU             | 6+2                | 2+0                | 1+0                | 3+2                | -           | -           | -           | -           | -           | 44     | 21     | 9      | 14     | 47,73      | 3º           |
| Totale Beşiktaş        | Totale Beşiktaş        | Totale Beşiktaş        | 68         | 44         | 15         | 9          |                 | 5               | 3               | 0               | 2               |                    | 18                 | 7                  | 4                  | 7                  |             | -           | -           | -           | -           | 91     | 54     | 19     | 18     | 59,34      |              |
| 2004-2005              | Šachtar                | VL                     | 30         | 26         | 2          | 2          | KU              | 8               | 5               | 1               | 2               | UCL+CU             | 10+4               | 5+1                | 1+1                | 4+2                | SdU         | 1           | 0           | 1           | 0           | 53     | 37     | 6      | 10     | 69,81      | 1º           |
| 2005-2006              | Šachtar                | VL                     | 30+1       | 23+1       | 6          | 1          | KU              | 3               | 2               | 0               | 1               | UCL+CU             | 2+8                | 0+5                | 1+1                | 1+2                | SdU         | 1           | 0           | 1           | 0           | 44     | 31     | 9      | 4      | 70,45      | 1º           |
| 2006-2007              | Šachtar                | VL                     | 30         | 19         | 6          | 5          | KU              | 7               | 4               | 2               | 1               | UCL+CU             | 8+4                | 3+1                | 3+2                | 2+1                | SdU         | 1           | 0           | 0           | 1           | 50     | 27     | 13     | 10     | 54,00      | 2º           |
| 2007-2008              | Šachtar                | VL                     | 30         | 24         | 2          | 4          | KU              | 7               | 6               | 1               | 0               | UCL                | 10                 | 5                  | 0                  | 5                  | SdU         | 1           | 0           | 1           | 0           | 48     | 35     | 4      | 9      | 72,92      | 1º           |
| 2008-2009              | Šachtar                | PL                     | 30         | 19         | 7          | 4          | KU              | 5               | 4               | 0               | 1               | UCL+CU             | 8+9                | 5+6                | 0+2                | 3+1                | SdU         | 1           | 0           | 1           | 0           | 53     | 34     | 10     | 9      | 64,15      | 2º           |
| 2009-2010              | Šachtar                | PL                     | 30         | 24         | 5          | 1          | KU              | 4               | 3               | 0               | 1               | UCL+UEL            | 2+10               | 0+6                | 2+2                | 0+2                | SU          | 1           | 0           | 0           | 1           | 47     | 33     | 9      | 5      | 70,21      | 1º           |
| 2010-2011              | Šachtar                | PL                     | 30         | 23         | 3          | 4          | KU              | 5               | 5               | 0               | 0               | UCL                | 10                 | 7                  | 0                  | 3                  | SdU         | 1           | 1           | 0           | 0           | 46     | 36     | 3      | 7      | 78,26      | 1º           |
| 2011-2012              | Šachtar                | PL                     | 30         | 25         | 4          | 1          | KU              | 5               | 5               | 0               | 0               | UCL                | 6                  | 1                  | 2                  | 3                  | SdU         | 1           | 0           | 0           | 1           | 42     | 31     | 6      | 5      | 73,81      | 1º           |
| 2012-2013              | Šachtar                | PL                     | 30         | 25         | 4          | 1          | KU              | 5               | 5               | 0               | 0               | UCL                | 8                  | 3                  | 2                  | 3                  | SdU         | 1           | 1           | 0           | 0           | 44     | 34     | 6      | 4      | 77,27      | 1º           |
| 2013-2014              | Šachtar                | PL                     | 28         | 21         | 2          | 5          | KU              | 5               | 4               | 0               | 1               | UCL+UEL            | 6+2                | 2+0                | 2+1                | 2+1                | SdU         | 1           | 1           | 0           | 0           | 42     | 28     | 5      | 9      | 66,67      | 1º           |
| 2014-2015              | Šachtar                | PL                     | 26         | 17         | 5          | 4          | KU              | 8               | 6               | 2               | 0               | UCL                | 8                  | 2                  | 4                  | 2                  | SdU         | 1           | 1           | 0           | 0           | 43     | 26     | 11     | 6      | 60,47      | 2º           |
| 2015-2016              | Šachtar                | PL                     | 26         | 20         | 3          | 3          | KU              | 8               | 6               | 1               | 1               | UCL+UEL            | 10+8               | 3+5                | 2+2                | 5+1                | SdU         | 1           | 1           | 0           | 0           | 53     | 35     | 8      | 10     | 66,04      | 2º           |
| Totale Šachtar         | Totale Šachtar         | Totale Šachtar         | 351        | 267        | 49         | 35         |                 | 70              | 55              | 7               | 8               |                    | 133                | 60                 | 30                 | 43                 |             | 12          | 5           | 4           | 3           | 565    | 387    | 90     | 88     | 68,50      |              |
| 2016-2017              | Zenit San Pietroburgo  | PL                     | 30         | 18         | 7          | 5          | KR              | 2               | 1               | 0               | 1               | UEL                | 8                  | 6                  | 0                  | 2                  | SR          | 1           | 1           | 0           | 0           | 41     | 26     | 7      | 8      | 63,41      | 3º           |
| 2020-2021              | Dinamo Kiev            | PL                     | 26         | 20         | 5          | 1          | KU              | 8               | 5               | 1               | 2               | UCL+UEL            | 9+4                | 4+1                | 1+1                | 4+2                | SdU         | 1           | 1           | 0           | 0           | 48     | 31     | 8      | 9      | 64,58      | 1º           |
| 2021-2022              | Dinamo Kiev            | PL                     | 18         | 14         | 3          | 1          | KU              | 1               | 1               | 0               | 0               | UCL                | 6                  | 0                  | 1                  | 5                  | SdU         | 1           | 0           | 0           | 1           | 26     | 15     | 4      | 7      | 57,69      | [ 27 ]       |
| 2022-2023              | Dinamo Kiev            | PL                     | 30         | 18         | 6          | 6          | -               | -               | -               | -               | -               | UCL+UEL            | 6+6                | 3+0                | 1+1                | 2+5                | -           | -           | -           | -           | -           | 42     | 21     | 8      | 13     | 50,00      | 4º           |
| lug.-nov. 2023         | Dinamo Kiev            | PL                     | 10         | 5          | 1          | 4          | KU              | 1               | 0               | 0               | 1               | UECL               | 4                  | 1                  | 0                  | 3                  | -           | -           | -           | -           | -           | 15     | 6      | 1      | 8      | 40,00      | Dimiss.      |
| Totale Dinamo Kiev     | Totale Dinamo Kiev     | Totale Dinamo Kiev     | 84         | 57         | 15         | 12         |                 | 10              | 6               | 1               | 3               |                    | 35                 | 9                  | 5                  | 21                 |             | 2           | 1           | 0           | 1           | 131    | 73     | 21     | 37     | 55,73      |              |
| Totale carriera        | Totale carriera        | Totale carriera        | 1057       | 677        | 206        | 174        |                 | 149             | 99              | 16              | 34              |                    | 254                | 106                | 57                 | 91                 |             | 17          | 9           | 4           | 4           | 1 484  | 897    | 283    | 302    | 60,44      |              |

### Nazionale
Statistiche aggiornate al 6 settembre 2024.
| Squadra | Naz                | dal              | al               | Record | Record | Record | Record | Record | Record | Record | Record     |
| Squadra | Naz                | dal              | al               | G      | V      | N      | P      | GF     | GS     | DR     | % Vittorie |
| ------- | ------------------ | ---------------- | ---------------- | ------ | ------ | ------ | ------ | ------ | ------ | ------ | ---------- |
| Romania | Romania (bandiera) | 1º novembre 1981 | 2 ottobre 1986   | 57     | 23     | 19     | 15     | 73     | 63     | +10    | 40,35      |
| Turchia | Turchia (bandiera) | 4 agosto 2017    | 11 febbraio 2019 | 17     | 4      | 6      | 7      | 17     | 25     | −8     | 23,53      |
| Romania | Romania (bandiera) | 6 agosto 2024    | in carica        | 6      | 6      | 0      | 0      | 18     | 3      | +15    | 100,00&    |
| Totale  | Totale             | Totale           | Totale           | 75     | 28     | 25     | 22     | 93     | 88     | +5     | 37,33      |

#### Nazionale rumena nel dettaglio (1º mandato)
| 1981             | Romania        | Qual. Mondiale 1982 | Sub., 3º nel Gruppo 4, non qualificato | 1  | 0  | 1  | 0  | &0,00 | 0  | 0  | 0   |
| 1982             | Romania        | Qual. Euro 1984     | 1º nel Gruppo 5, qualificato           | 3  | 2  | 1  | 0  | 66,67 | 5  | 1  | +4  |
| 1983             | Romania        | Qual. Euro 1984     | 1º nel Gruppo 5, qualificato           | 5  | 3  | 1  | 1  | 60,00 | 4  | 2  | +2  |
| giu. 1984        | Romania        | Euro 1984           | Fase a gironi                          | 3  | 0  | 1  | 2  | &0,00 | 2  | 4  | -2  |
| 1984             | Romania        | Qual. Mondiale 1986 | 3º nel Gruppo 3, non qualificato       | 1  | 0  | 0  | 1  | &0,00 | 2  | 3  | -1  |
| 1985             | Romania        | Qual. Mondiale 1986 | 3º nel Gruppo 3, non qualificato       | 7  | 3  | 3  | 1  | 42,86 | 10 | 4  | +6  |
| Dal 1981 al 1986 | Romania        | Amichevoli          |                                        | 37 | 15 | 12 | 10 | 40,54 | 50 | 49 | +1  |
| Totale Romania   | Totale Romania | Totale Romania      | Totale Romania                         | 57 | 23 | 19 | 15 | 40,35 | 73 | 63 | +10 |

#### Panchine da commissario tecnico della nazionale rumena (1º mandato)
| Cronologia completa delle presenze e delle reti in nazionale ― Romania | Cronologia completa delle presenze e delle reti in nazionale ― Romania | Cronologia completa delle presenze e delle reti in nazionale ― Romania | Cronologia completa delle presenze e delle reti in nazionale ― Romania | Cronologia completa delle presenze e delle reti in nazionale ― Romania | Cronologia completa delle presenze e delle reti in nazionale ― Romania | Cronologia completa delle presenze e delle reti in nazionale ― Romania | Cronologia completa delle presenze e delle reti in nazionale ― Romania |
| Data                                                                   | Città                                                                  | In casa                                                                | Risultato                                                              | Ospiti                                                                 | Competizione                                                           | Reti                                                                   | Note                                                                   |
| ---------------------------------------------------------------------- | ---------------------------------------------------------------------- | ---------------------------------------------------------------------- | ---------------------------------------------------------------------- | ---------------------------------------------------------------------- | ---------------------------------------------------------------------- | ---------------------------------------------------------------------- | ---------------------------------------------------------------------- |
| 11-11-1981                                                             | Berna                                                                  | Svizzera                                                               | 0 – 0                                                                  | Romania                                                                | Qual. Mondiali 1982                                                    | -                                                                      | Cap: C.Ștefănescu                                                      |
| 24-3-1982                                                              | Bruxelles                                                              | Belgio                                                                 | 4 – 1                                                                  | Romania                                                                | Amichevole                                                             | Aurel Țicleanu                                                         | Cap: C.Ștefănescu                                                      |
| 14-4-1982                                                              | Ruse                                                                   | Bulgaria                                                               | 1 – 2                                                                  | Romania                                                                | Amichevole                                                             | Rodion Cămătaru László Bölöni                                          | Cap: C.Ștefănescu                                                      |
| 1-5-1982                                                               | Hunedoara                                                              | Romania                                                                | 3 – 1                                                                  | Cipro                                                                  | Qual. Euro 1984                                                        | Florea Văetuș Rodion Cămătaru László Bölöni                            | Cap: C.Ștefănescu                                                      |
| 12-5-1982                                                              | Rosario                                                                | Argentina                                                              | 1 – 0                                                                  | Romania                                                                | Amichevole                                                             | -                                                                      | Cap: ?                                                                 |
| 16-5-1982                                                              | Lima                                                                   | Perù                                                                   | 2 – 0                                                                  | Romania                                                                | Amichevole                                                             | -                                                                      | Cap: ?                                                                 |
| 18-5-1982                                                              | Santiago del Cile                                                      | Cile                                                                   | 2 – 3                                                                  | Romania                                                                | Amichevole                                                             | 2 Michael Klein Ionel Augustin                                         | Cap: ?                                                                 |
| 15-7-1982                                                              | Suceava                                                                | Romania                                                                | 4 – 0                                                                  | Giappone                                                               | Amichevole                                                             | Michael Klein Viorel Turcu László Bölöni Dudu Georgescu                | Cap: C.Ștefănescu                                                      |
| 18-7-1982                                                              | Bucarest                                                               | Romania                                                                | 3 – 1                                                                  | Giappone                                                               | Amichevole                                                             | László Bölöni 2 Dudu Georgescu                                         | Cap: C.Ștefănescu                                                      |
| 1º-9-1982                                                              | Suceava                                                                | Romania                                                                | 1 – 0                                                                  | Danimarca                                                              | Amichevole                                                             | Ilie Balaci                                                            | Cap: ?                                                                 |
| 8-9-1982                                                               | Bucarest                                                               | Romania                                                                | 2 – 0                                                                  | Svezia                                                                 | Qual. Euro 1984                                                        | Ioan Andone Michael Klein                                              | Cap: ?                                                                 |
| 17-11-1982                                                             | Chemnitz                                                               | Germania Est                                                           | 4 – 1                                                                  | Romania                                                                | Amichevole                                                             | László Bölöni                                                          | Cap: ?                                                                 |
| 4-12-1982                                                              | Firenze                                                                | Italia                                                                 | 0 – 0                                                                  | Romania                                                                | Qual. Euro 1984                                                        | -                                                                      | Cap: C.Ștefănescu                                                      |
| 29-1-1983                                                              | Şişli                                                                  | Turchia                                                                | 1 – 1                                                                  | Romania                                                                | Amichevole                                                             | Romulus Gabor                                                          | Cap: L.Bölöni                                                          |
| 2-2-1983                                                               | Tyrnavos                                                               | Grecia                                                                 | 1 – 3                                                                  | Romania                                                                | Amichevole                                                             | László Bölöni 2 Rodion Cămătaru                                        | Cap: ?                                                                 |
| 9-3-1983                                                               | Târgu Mureș                                                            | Romania                                                                | 3 – 1                                                                  | Turchia                                                                | Amichevole                                                             | 2 Ilie Balaci (1 rig.) László Bölöni                                   | Cap: I.Balaci                                                          |
| 30-3-1983                                                              | Bucarest                                                               | Romania                                                                | 0 – 2                                                                  | Jugoslavia                                                             | Amichevole                                                             | -                                                                      | Cap: ?                                                                 |
| 16-4-1983                                                              | Bucarest                                                               | Romania                                                                | 1 – 0                                                                  | Italia                                                                 | Qual. Euro 1984                                                        | László Bölöni                                                          | Cap: C.Ștefănescu                                                      |
| 15-5-1983                                                              | Bucarest                                                               | Romania                                                                | 0 – 1                                                                  | Cecoslovacchia                                                         | Qual. Euro 1984                                                        | -                                                                      | Cap: C.Ștefănescu                                                      |
| 1º-6-1983                                                              | Sarajevo                                                               | Jugoslavia                                                             | 1 – 0                                                                  | Romania                                                                | Amichevole                                                             | -                                                                      | Cap: ?                                                                 |
| 9-6-1983                                                               | Solna                                                                  | Svezia                                                                 | 0 – 1                                                                  | Romania                                                                | Qual. Euro 1984                                                        | Rodion Cămătaru                                                        | Cap: C.Ștefănescu                                                      |
| 10-8-1983                                                              | Oslo                                                                   | Norvegia                                                               | 0 – 0                                                                  | Romania                                                                | Amichevole                                                             | -                                                                      | Cap: ?                                                                 |
| 24-8-1983                                                              | Bucarest                                                               | Romania                                                                | 1 – 0                                                                  | Germania Est                                                           | Amichevole                                                             | Nicolae Negrilă                                                        | Cap: ?                                                                 |
| 7-9-1983                                                               | Cracovia                                                               | Polonia                                                                | 2 – 2                                                                  | Romania                                                                | Amichevole                                                             | Lică Movilă Mircea Irimescu                                            | Cap: ?                                                                 |
| 12-10-1983                                                             | Cardiff                                                                | Galles                                                                 | 5 – 0                                                                  | Romania                                                                | Amichevole                                                             | -                                                                      | Cap: ?                                                                 |
| 8-11-1983                                                              | Haifa                                                                  | Israele                                                                | 1 – 1                                                                  | Romania                                                                | Amichevole                                                             | Marcel Coraș                                                           | Cap: ?                                                                 |
| 12-11-1983                                                             | Limassol                                                               | Cipro                                                                  | 0 – 1                                                                  | Romania                                                                | Qual. Euro 1984                                                        | László Bölöni                                                          | Cap: C.Ștefănescu                                                      |
| 30-11-1983                                                             | Bratislava                                                             | Cecoslovacchia                                                         | 1 – 1                                                                  | Romania                                                                | Qual. Euro 1984                                                        | Ion Geolgău                                                            | Cap: C.Ștefănescu                                                      |
| 7-2-1984                                                               | Baraki                                                                 | Algeria                                                                | 1 – 1                                                                  | Romania                                                                | Amichevole                                                             | autorete                                                               | Cap: ?                                                                 |
| 7-3-1984                                                               | Bucarest                                                               | Romania                                                                | 2 – 0                                                                  | Grecia                                                                 | Amichevole                                                             | Marcel Coraș Dorin Mateuț                                              | Cap: ?                                                                 |
| 11-4-1984                                                              | Oradea                                                                 | Romania                                                                | 0 – 0                                                                  | Israele                                                                | Amichevole                                                             | -                                                                      | Cap: ?                                                                 |
| 14-6-1984                                                              | Saint-Étienne                                                          | Spagna                                                                 | 1 – 1                                                                  | Romania                                                                | Euro 1984 - 1º turno                                                   | László Bölöni                                                          | Cap: C.Ștefănescu                                                      |
| 17-6-1984                                                              | Lens                                                                   | Germania Ovest                                                         | 2 – 1                                                                  | Romania                                                                | Euro 1984 - 1º turno                                                   | Marcel Coraș                                                           | Cap: C.Ștefănescu                                                      |
| 20-6-1984                                                              | Nantes                                                                 | Portogallo                                                             | 1 – 0                                                                  | Romania                                                                | Euro 1984 - 1º turno                                                   | -                                                                      | Cap: C.Ștefănescu                                                      |
| 29-7-1984                                                              | Bucarest                                                               | Romania                                                                | 4 – 2                                                                  | Cina                                                                   | Amichevole                                                             | Mircea Rednic Rodion Cămătaru Costel Orac Gavril Balint                | Cap: ?                                                                 |
| 31-7-1984                                                              | Buzău                                                                  | Romania                                                                | 1 – 0                                                                  | Cina                                                                   | Amichevole                                                             | Gavril Balint                                                          | Cap: ?                                                                 |
| 29-8-1984                                                              | Gera                                                                   | Germania Est                                                           | 2 – 1                                                                  | Romania                                                                | Amichevole                                                             | Mircea Irimescu (rig.)                                                 | Cap: ?                                                                 |
| 12-9-1984                                                              | Belfast                                                                | Irlanda del Nord                                                       | 3 – 2                                                                  | Romania                                                                | Qual. Mondiali 1986                                                    | Gheorghe Hagi Ion Geolgău                                              | Cap: C.Ștefănescu                                                      |
| 20-11-1984                                                             | Petah Tikva                                                            | Israele                                                                | 1 – 1                                                                  | Romania                                                                | Amichevole                                                             | Marius Lăcătuș                                                         | Cap: ?                                                                 |
| 30-1-1985                                                              | Lisbona                                                                | Portogallo                                                             | 2 – 3                                                                  | Romania                                                                | Amichevole                                                             | 2 Marius Lăcătuș Gheorghe Hagi                                         | Cap: ?                                                                 |
| 27-3-1985                                                              | Târgu Mureș                                                            | Romania                                                                | 0 – 0                                                                  | Polonia                                                                | Amichevole                                                             | -                                                                      | Cap: ?                                                                 |
| 3-4-1985                                                               | Craiova                                                                | Romania                                                                | 3 – 0                                                                  | Turchia                                                                | Qual. Mondiali 1986                                                    | Gheorghe Hagi 2 Rodion Cămătaru                                        | Cap: C.Ștefănescu                                                      |
| 1º-5-1985                                                              | Bucarest                                                               | Romania                                                                | 0 – 0                                                                  | Inghilterra                                                            | Qual. Mondiali 1986                                                    | -                                                                      | Cap: C.Ștefănescu                                                      |
| 6-6-1985                                                               | Helsinki                                                               | Finlandia                                                              | 1 – 1                                                                  | Romania                                                                | Qual. Mondiali 1986                                                    | Gheorghe Hagi                                                          | Cap: C.Ștefănescu                                                      |
| 7-8-1985                                                               | Mosca                                                                  | Unione Sovietica                                                       | 2 – 0                                                                  | Romania                                                                | Amichevole                                                             | -                                                                      | Cap: ?                                                                 |
| 28-8-1985                                                              | Timișoara                                                              | Romania                                                                | 2 – 0                                                                  | Finlandia                                                              | Qual. Mondiali 1986                                                    | Gheorghe Hagi Dorin Mateuț                                             | Cap: C.Ștefănescu                                                      |
| 11-9-1985                                                              | Londra                                                                 | Inghilterra                                                            | 1 – 1                                                                  | Romania                                                                | Qual. Mondiali 1986                                                    | Rodion Cămătaru                                                        | Cap: C.Ștefănescu                                                      |
| 16-10-1985                                                             | Bucarest                                                               | Romania                                                                | 0 – 1                                                                  | Irlanda del Nord                                                       | Qual. Mondiali 1986                                                    | -                                                                      | Cap: G.Hagi                                                            |
| 13-11-1985                                                             | Smirne                                                                 | Turchia                                                                | 1 – 3                                                                  | Romania                                                                | Qual. Mondiali 1986                                                    | Gino Iorgulescu Marcel Coraș Ștefan Iovan                              | Cap: C.Ștefănescu                                                      |
| 28-2-1986                                                              | Il Cairo                                                               | Egitto                                                                 | 2 – 2                                                                  | Romania                                                                | Amichevole                                                             | Marcel Coraș Gino Iorgulescu (rig.)                                    | Cap: ?                                                                 |
| 2-3-1986                                                               | Il Cairo                                                               | Egitto                                                                 | 0 – 1                                                                  | Romania                                                                | Amichevole                                                             | Romulus Gabor                                                          | Cap: ?                                                                 |
| 14-3-1986                                                              | Baghdad                                                                | Iraq                                                                   | 1 – 1                                                                  | Romania                                                                | Amichevole                                                             | Ionel Augustin                                                         | Cap: ?                                                                 |
| 17-3-1986                                                              | Baghdad                                                                | Iraq                                                                   | 0 – 0                                                                  | Romania                                                                | Amichevole                                                             | -                                                                      | Cap: ?                                                                 |
| 26-3-1986                                                              | Glasgow                                                                | Scozia                                                                 | 3 – 0                                                                  | Romania                                                                | Amichevole                                                             | -                                                                      | Cap: ?                                                                 |
| 23-4-1986                                                              | Timişoara                                                              | Romania                                                                | 2 – 1                                                                  | Unione Sovietica                                                       | Amichevole                                                             | Gheorghe Hagi Rodion Cămătaru                                          | Cap: ?                                                                 |
| 4-6-1986                                                               | Bucarest                                                               | Romania                                                                | 3 – 1                                                                  | Norvegia                                                               | Amichevole                                                             | 2 Victor Pițurcă (1 rig.) Dorin Mateuț                                 | Cap: ?                                                                 |
| 20-8-1986                                                              | Oslo                                                                   | Norvegia                                                               | 2 – 2                                                                  | Romania                                                                | Amichevole                                                             | autorete Gheorghe Hagi                                                 | Cap: ?                                                                 |
| Totale                                                                 |                                                                        | Presenze                                                               | 57                                                                     |                                                                        | Reti                                                                   | 73                                                                     |                                                                        |

#### Nazionale turca nel dettaglio
| 2017             | Turchia        | Qual. Mondiale 2018           | Sub., 4º nel Gruppo I, non qualificato | 4  | 1 | 1 | 2 | 25,00 | 3  | 7  | -4 |
| 2018             | Turchia        | UEFA Nations League 2018-2019 | Risoluzione contratto durante la fase  | 4  | 1 | 0 | 3 | 25,00 | 4  | 7  | -3 |
| Dal 2017 al 2019 | Turchia        | Amichevoli                    |                                        | 9  | 2 | 5 | 2 | 22,22 | 10 | 11 | -1 |
| Totale Turchia   | Totale Turchia | Totale Turchia                | Totale Turchia                         | 17 | 4 | 6 | 7 | 23,53 | 17 | 25 | -8 |

#### Panchine da commissario tecnico della nazionale turca
| Cronologia completa delle presenze e delle reti in nazionale ― Turchia | Cronologia completa delle presenze e delle reti in nazionale ― Turchia | Cronologia completa delle presenze e delle reti in nazionale ― Turchia | Cronologia completa delle presenze e delle reti in nazionale ― Turchia | Cronologia completa delle presenze e delle reti in nazionale ― Turchia | Cronologia completa delle presenze e delle reti in nazionale ― Turchia | Cronologia completa delle presenze e delle reti in nazionale ― Turchia | Cronologia completa delle presenze e delle reti in nazionale ― Turchia |
| Data                                                                   | Città                                                                  | In casa                                                                | Risultato                                                              | Ospiti                                                                 | Competizione                                                           | Reti                                                                   | Note                                                                   |
| ---------------------------------------------------------------------- | ---------------------------------------------------------------------- | ---------------------------------------------------------------------- | ---------------------------------------------------------------------- | ---------------------------------------------------------------------- | ---------------------------------------------------------------------- | ---------------------------------------------------------------------- | ---------------------------------------------------------------------- |
| 2-9-2017                                                               | Charkiv                                                                | Ucraina                                                                | 2 – 0                                                                  | Turchia                                                                | Qual. Mondiali 2018                                                    | -                                                                      | Cap: E.Belözoğlu                                                       |
| 6-9-2017                                                               | Eskişehir                                                              | Turchia                                                                | 1 – 0                                                                  | Croazia                                                                | Qual. Mondiali 2018                                                    | Cenk Tosun                                                             | Cap: A.Turan                                                           |
| 6-10-2017                                                              | Eskişehir                                                              | Turchia                                                                | 0 – 3                                                                  | Islanda                                                                | Qual. Mondiali 2018                                                    | -                                                                      | Cap: E.Belözoğlu                                                       |
| 9-10-2017                                                              | Turku                                                                  | Finlandia                                                              | 2 – 2                                                                  | Turchia                                                                | Qual. Mondiali 2018                                                    | 2 Cenk Tosun                                                           | Cap: S.İnan                                                            |
| 9-11-2017                                                              | Cluj-Napoca                                                            | Romania                                                                | 2 – 0                                                                  | Turchia                                                                | Amichevole                                                             | -                                                                      | Cap: S.İnan                                                            |
| 13-11-2017                                                             | Adalia                                                                 | Turchia                                                                | 2 – 3                                                                  | Albania                                                                | Amichevole                                                             | Cengiz Ünder Emre Akbaba                                               | Cap: O.Özyakup                                                         |
| 23-3-2018                                                              | Adalia                                                                 | Turchia                                                                | 1 – 0                                                                  | Irlanda                                                                | Amichevole                                                             | Mehmet Topal                                                           | Cap: M.Topal                                                           |
| 27-3-2018                                                              | Podgorica                                                              | Montenegro                                                             | 2 – 2                                                                  | Turchia                                                                | Amichevole                                                             | Cengiz Ünder Okay Yokuşlu                                              | Cap: M.Topal                                                           |
| 28-5-2018                                                              | Istanbul                                                               | Turchia                                                                | 2 – 1                                                                  | Iran                                                                   | Amichevole                                                             | 2 Cenk Tosun                                                           | Cap: M.Topal                                                           |
| 1º-6-2018                                                              | Ginevra                                                                | Tunisia                                                                | 2 – 2                                                                  | Turchia                                                                | Amichevole                                                             | Cenk Tosun (rig.) Çağlar Söyüncü                                       | Cap: C.Tosun                                                           |
| 5-6-2018                                                               | Mosca                                                                  | Russia                                                                 | 1 – 1                                                                  | Turchia                                                                | Amichevole                                                             | Yunus Malli                                                            | Cap: H.A.Kaldırım                                                      |
| 7-9-2018                                                               | Trebisonda                                                             | Turchia                                                                | 1 – 2                                                                  | Russia                                                                 | UEFA Nations League 2018-2019 - Lega B                                 | Serdar Aziz                                                            | Cap: M.Topal                                                           |
| 10-9-2018                                                              | Solna                                                                  | Svezia                                                                 | 2 – 3                                                                  | Turchia                                                                | UEFA Nations League 2018-2019 - Lega B                                 | Hakan Çalhanoğlu 2 Emre Akbaba                                         | Cap: M.Topal                                                           |
| 11-10-2018                                                             | Rize                                                                   | Turchia                                                                | 0 – 0                                                                  | Bosnia ed Erzegovina                                                   | Amichevole                                                             | -                                                                      | Cap: O.Özyakup                                                         |
| 14-10-2018                                                             | Soči                                                                   | Russia                                                                 | 2 – 0                                                                  | Turchia                                                                | UEFA Nations League 2018-2019 - Lega B                                 | -                                                                      | Cap: O.Özyakup                                                         |
| 17-11-2018                                                             | Konya                                                                  | Turchia                                                                | 0 – 1                                                                  | Svezia                                                                 | UEFA Nations League 2018-2019 - Lega B                                 | -                                                                      | Cap: H.Çalhanoğlu                                                      |
| 20-11-2018                                                             | Adalia                                                                 | Turchia                                                                | 0 – 0                                                                  | Ucraina                                                                | Amichevole                                                             | -                                                                      | Cap: O.Özyakup                                                         |
| Totale                                                                 |                                                                        | Presenze                                                               | 17                                                                     |                                                                        | Reti                                                                   | 17                                                                     |                                                                        |

#### Nazionale rumena nel dettaglio (2º mandato)
| 2024           | Romania        | UEFA Nations League 2024-2025 |                | 6 | 6 | 0 | 0 | 100,00& | 18 | 3 | +3 |
| Dal 2024       | Romania        | Amichevoli                    |                | 0 | 0 | 0 | 0 | —       | 0  | 0 | +0 |
| Totale Romania | Totale Romania | Totale Romania                | Totale Romania | 6 | 6 | 0 | 0 | 100,00  | 18 | 3 | +3 |

#### Panchine da commissario tecnico della nazionale rumena (2º mandato)
| Cronologia completa delle presenze e delle reti in nazionale ― Romania | Cronologia completa delle presenze e delle reti in nazionale ― Romania | Cronologia completa delle presenze e delle reti in nazionale ― Romania | Cronologia completa delle presenze e delle reti in nazionale ― Romania | Cronologia completa delle presenze e delle reti in nazionale ― Romania | Cronologia completa delle presenze e delle reti in nazionale ― Romania | Cronologia completa delle presenze e delle reti in nazionale ― Romania | Cronologia completa delle presenze e delle reti in nazionale ― Romania |
| Data                                                                   | Città                                                                  | In casa                                                                | Risultato                                                              | Ospiti                                                                 | Competizione                                                           | Reti                                                                   | Note                                                                   |
| ---------------------------------------------------------------------- | ---------------------------------------------------------------------- | ---------------------------------------------------------------------- | ---------------------------------------------------------------------- | ---------------------------------------------------------------------- | ---------------------------------------------------------------------- | ---------------------------------------------------------------------- | ---------------------------------------------------------------------- |
| 6-9-2024                                                               | Pristina                                                               | Kosovo                                                                 | 0 – 3                                                                  | Romania                                                                | UEFA Nations League 2024-2025 - Lega C                                 | Dennis Man Răzvan Marin (rig.) Denis Drăguș                            | Cap: N. Stanciu                                                        |
| Totale                                                                 |                                                                        | Presenze                                                               | 1                                                                      |                                                                        | Reti                                                                   | 3                                                                      |                                                                        |

## Palmarès

### Giocatore
- Campionato rumeno: 6

Dinamo Bucarest: 1963-1964, 1964-1965, 1970-1971, 1972-1973, 1974-1975, 1976-1977
- Coppa di Romania: 1

Dinamo Bucarest: 1967-1968
- Liga II: 1

Corvinul Hunedoara: 1979-1980

### Allenatore

#### Competizioni nazionali
- Campionato rumeno: 2

Dinamo Bucarest: 1989-1990
Rapid Bucarest: 1998-1999
- Coppa di Romania: 3

Dinamo Bucarest: 1985-1986, 1989-1990
Rapid Bucarest: 1997-1998
- Campionato italiano di Serie B: 1

Brescia: 1991-1992
- Supercoppa di Romania: 1

Rapid Bucarest: 1999
- Campionato turco: 2

Galatasaray: 2001-2002
Beşiktaş: 2002-2003
- Coppa d'Ucraina: 7  (record)

Šachtar Donec'k: 2003-2004, 2007-2008, 2010-2011, 2011-2012, 2012-2013, 2015-2016
Dinamo Kiev: 2020-2021
- Campionato ucraino: 9  (record)

Šachtar Donec'k: 2004-2005, 2005-2006, 2007-2008, 2009-2010, 2010-2011, 2011-2012, 2012-2013, 2013-2014
Dinamo Kiev: 2020-2021
- Supercoppa d'Ucraina: 8  (record)

Šachtar Donec'k: 2005, 2008, 2010, 2012, 2013, 2014, 2015
Dinamo Kiev: 2020
- Supercoppa di Russia: 1

Zenit S. Pietroburgo: 2016

## Onorificenze

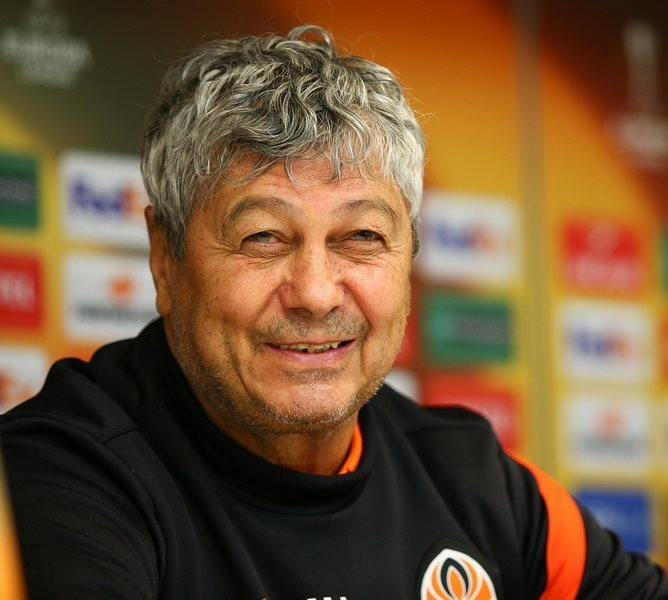
Lucescu allo Šachtar nel 2016.

#### Competizioni internazionali
- Coppa Anglo-Italiana: 1

Brescia: 1993-1994
- Supercoppa UEFA: 1

Galatasaray: 2000
- Coppa UEFA: 1

Šachtar Donec'k: 2008-2009